# Воронцов, Дмитрий Александрович
Дми́трий Алекса́ндрович Воронцо́в (род. 5 ноября 1970, Ленинград) — российский валторнист, солист оркестра Мариинского театра, заслуженный артист Российской Федерации (2008). 

## Биография
Дмитрий Воронцов родился в Ленинграде в 1970 году, своё обучение начинал у Ермилова Г. А, в училище им. Римского-Корсакова — у Воронина Н. В. Поступил в Санкт-Петербургскую Государственную Консерваторию к Виталию Буяновскому. С 1991 года работает в Большом симфоническом оркестре Государственного Мариинского театра, с 1993 года в должности солиста группы валторн. Лауреат Всероссийского конкурса Брасс-ансамблей (1990), лауреат международного конкурса в Нижнем Новгороде (1993). Дмитрий Воронцов регулярно принимает участие в спектаклях, фестивалях и зарубежных гастролях Мариинского театра, он — постоянный участник различных проектов камерной музыки, в том числе духового квинтета Мариинского театра и квартета валторн Мариинского театра. Регулярно проводит валторновые мастер-классы и семинары в России, выступает с сольными концертами. В 2008 году Дмитрию Воронцову было присвоено звание Заслуженного артиста Российской Федерации. С 2012 года — доцент Санкт-Петербургской государственной консерватории. В 2013 году являлся организатором всероссийского валторного семинара при поддержке Министерства культуры. 
Основал первую частную Духовую Академию (Духовая Академию Воронцова).

## Награды и звания
- Лауреат Международного конкурса (Нижний-Новгород, 1992)
- Лауреат Всероссийского конкурса Брасс-ансамблей (1990)
- Заслуженный артист Российской Федерации (2008)